# Нил (Полев)
Нил (в миру Никифор Васильевич Полев) — монах Иосифо-Волоцкого Успенского монастыря, ученик преподобного Иосифа Волоцкого, переписчик книг.

## Биография
Год и место рождения неизвестны. Происходил из боярского рода Полевых, потомков смоленских князей. Полевы имели поместья в Волоцком княжении. В молодости служил при дворе Волоцкого князя Георгия, затем — князя Дмитровского.
Пострижен игуменом Иосифом Волоцким и был одним из ближайших его учеников.
Нил (Полев), как и другой монах Волоколамского монастыря Дионисий Звенигородский, несколько лет провёл в Белозерском крае (до 1512 года). Нил и Дионисий здесь имели свои пустыни. О причинах поселения видных волоцких монахов среди белозерцев точно неизвестно. Некоторые источники («Письмо о нелюбках», «Надгробное слово Иосифу») утверждают, что Нил оказался в Кирилло-Белозерском монастыре без благословения Иосифа Волоцкого. Г. М. Прохоров считает, что волоцкие монахи были направлены «на разведку» своим игуменом. Жмакин находит эти причины в стремлении Нила к уединению. В житие преподобного Иосифа, говорится о Дионисии Звенигородском, который, «возлюбив уединение», отпросился у Иосифа на Белоозеро к старцу Нилу «иже сияше тогда ако светило в пустыни на Беле езере». Нил отправился следом.
Вполне основательны предположения Е. В. Романенко, которая главную причину прихода Нила Полева к белозерцем находит в совместной работе над «Просветителем». Действительно анализ древнейшего списка «Просветителя», большая часть которого была переписана рукой Нила Сорского (и, по сей вероятности, в скиту преподобного), свидетельствует о том, что некоторые главы написаны Нилом (Полевым). Так или иначе, в Белозерском крае Нил занимался книжной работой и вряд ли он это делал без благословения самого составителя сборника — преподобного Иосифа. Естественно предположить, что в Белозерских пределах волоцкий инок появился до смерти преподобного Нила, то есть до 1508 года.
Пребывание Нила в Кирилловом монастыре омрачилось конфликтом с белозерскими монахами. Причиной конфликта стало отлучение от причастия Иосифа Волоцкого, наложенное на него его епархиальным владыкой архиепископом новгородским Серапионом в 1509 году. Результатом конфликта стали два послания Нила, адресованные Герману Подольному. В посланиях Нил эмоционально отстаивает правоту своего игумена. Впрочем, и до этого конфликта между монахами двух монастырей происходили споры, в частности по вопросу отношения к еретикам. Следы этих споров мы находим в посланиях Нила (Полева).
Событием, положившим конец пребывания волоцких монахов в Белозерском крае, стал донос, направленный ими своему игумену. В доносе сообщалось, что в белозерских скитах была обнаружена «великая ересь». Поводом для таких выводов послужила деятельность Дионисия. В первом случае Дионисий, вместе с сопровождавшим его священником, обнаружил в скиту под кроватью крест. Во втором случае некий скитник при появлении в его скиту всё тех же Дионисия со священником бросил в печь книгу. Что это была за книга — неизвестно. Следует отметить, что катализатором конфликтов во всех случаях был Дионисий Звенигородский. (Конфликт из-за архиепископа Серапиона то же начался после того, как Дионисий передал слова Германа Нилу.) Дело закончилось печально. Иосиф Волоцкий представил донос великому князю Василию III, тот поставил в известность Вассиана Патрикеева. Вассиан, сам считавшийся учеником Нила Сорского, защищал белозерцев перед великим князем и потребовал свидетеля, доставившего донос старца Серапиона, на допрос. Допрос закончился смертью свидетеля. Великий князь в гневе приказал сжечь пустыньки волоцких монахов, а самих их отправить под надзор в Кирилло-Белозерский монастырь. Впрочем, через время по великокняжескому указу «осифляне» были отпущены в свой монастырь.
Вернулся Нил в монастырь своего пострижения не с пустыми руками: в монастырскую библиотеку им был передан ряд книг из библиотеки Кирилло-Белозерского монастыря, в том числе автографы Нила Сорского, в частности тома его агиографических сборников.
Год смерти Нила (Полева) неизвестен. Поминовение совершается 20 февраля.

## Послания Нила Полева
Как говорилось выше, поводом писаний старца Нила послужил конфликт между его игуменом и архиепископом новгородским Серапионом. Герман Подольный в пылу спора заявил Дионисию Звенигородскому, что все волоцкие монахи вместе со своим игуменом отлучены владыкой от святого причастия. Нил, услышав об этом от своего товарища, пишет Герману, «почувъ твою къ намъ сущую нелюбовь».
Не испытав вины, не призвав волоцкого игумена на суд, прежде чем налагать прещения, Серапион действовал не по уставу, доказывает Нил. Да и не вправе поступать так владыка сам «в своём углу», без совета с епископами и митрополитом. Нил пространно цитирует «от святых правил», приводит евангельские примеры. Герман же, простой чернец, осмеливается судить митрополита, епископов и игумена. Но «егда же ти приносится слово о вразехъ Христовыхъ и отступницехъ и ты глаголеши: „намъ судити не подобаетъ никого ни верни ни неверна но подобает молитися о нихъ, а въ заточеніе не посылати“». Горька и личная обида: «Аще же недоволен еси на сие, и нам чему стужаеши и яко левъ нападаеши». Горько сетуя на отношение к себе, Нил сравнивает себя с Авраамом, который, оставив ближних своих, по повелению Божьему переселился в страны незнаемые. Так и он с Дионисием «вместо Египта вселитися в Белозерская страны хотящее терпети в незнаемъ земле всякія скорби и беды отъ незнаемыхъ человекъ». Впрочем — это эмоциональное сравнение: Белозерский монастырь — святое место.
По содержанию второго послания ясно, что Герман ответил в примирительном духе, прося извинения и призывая не «свариться». Трудно сказать, простил ли Нил Германа, или продолжал держать обиду, прикрывшись общими словами, но во втором послании своё поучение продолжил. Однако, судя по тому, что ответил на примирительное германово послание — простил.